# Qaşr-e Qajar
Qaşr-e Qajar (persiska: قصر قجر) är en ort i Iran.   Den ligger i provinsen Nordkhorasan, i den nordöstra delen av landet, 500 km öster om huvudstaden Teheran. Qaşr-e Qajar ligger 1 384 meter över havet och antalet invånare är 564.
Terrängen runt Qaşr-e Qajar är huvudsakligen kuperad, men österut är den bergig. Runt Qaşr-e Qajar är det ganska glesbefolkat, med 27 invånare per kvadratkilometer. Närmaste större samhälle är Bojnourd, 18,8 km sydost om Qaşr-e Qajar. Trakten runt Qaşr-e Qajar består i huvudsak av gräsmarker.